# Берлянд, Григорий Ефимович
Григо́рий Ефи́мович Берля́нд (4 мая 1917, Острог, Волынская губерния — 17 декабря 1991, Москва) — советский волейбольный тренер, спортивный организатор, один из основателей отечественной школы волейбола.
Старший тренер мужской сборной СССР в 1949 году. Заслуженный тренер РСФСР (1957). Заслуженный тренер СССР (1991). Заслуженный работник физической культуры РСФСР. Заслуженный работник культуры РСФСР (1974).

## Биография
Родился 4 мая 1917 года в городе Острог Волынской губернии.
В 1938—1940 одновременно возглавлял мужскую и женскую команды «Спартак» (Москва), которые под его руководством становились чемпионами СССР (женщины в 1938 и 1940, мужчины в 1940), серебряными (в 1939 обе команды) и бронзовыми (мужчины в 1938) призёрами союзного первенства.
Участник Великой Отечественной войны. В 1942—1945 гг. служил на Черноморском флоте. Командир взвода 340-й отдельной роты Народного комиссариата ВМФ СССР. Окончил войну в звании гвардии старший лейтенант-интендант.
В 1949—1951 — старший тренер мужской команды ЦДКА/ЦДСА, чемпиона СССР 1949 и 1950.
В 1949 — старший тренер мужской сборной СССР, которую привёл к победе на первом чемпионате мира.
В 1950 году — начальник отдела спортоборудования и инвентаря Спорткомитета РСФСР.
В 1953—1968 работал начальником планово-финансового управления Спорткомитета РСФСР.
В 1968—1982 — директор издательства «Советский спорт».
Скончался 17 декабря 1991 года в Москве.

## Награды
- Орден Отечественной войны II степени
- Медаль «За победу над Германией в Великой Отечественной войне 1941-1945 гг.»[2]
- Медаль «За трудовую доблесть» (27.04.1957) — «за успехи, достигнутые в деле развития массового физкультурного движения в стране, повышения мастерства советских спортсменов, и успешное выступление на международных соревнованиях»
- Заслуженный работник культуры РСФСР (19.11.1974)[3]